# Шарль Моран
Шарль Моран (*Charles Antoine Louis Alexis Morand, 4 червня 1771 — 2 вересня 1835) — французький генерал часів Першої імперії, граф, пер Франції, військовий письменник.

## Життєпис
Народився у 1771 році у м.Понтарльє. навчався на правника, у 1791 році отримав звання ліценціата права. Втім не став адвокатом, а записався до 2-го батальйону округу Понтарльє. У 1792 році стає капітаном 7-го батальйону добровольців департаменту Ду. Згодом направляється до Рейнської армії. Тут відзначився у битві при Ле-Кенуа (1792 рфк), облозі Мобежа, битвах при Ваттіні й Ондшооті у 1793 році. Після цього воював у Самбро-Мааській у 1794—1796 роках (було поранено при Спримоні). Вийшовши з лікарні, Моран приєднався до 10-ї дивізії Бернадота, брав участь у битві на річці Урт (18 вересня 1794 року), битві при Альденґовені (2 жовтня 1794 року), захоплені Кройцнаха (1 грудня 1795 року), проявив себе на висотах Кенігштайн (26 липня 1796 року) і в битві при Тейнінзі (22 серпня 1796 року). Згодом перейшов до Італійської армії, з якою воював у 1796—1797 роках, відзначившись у битві при Риволі. після цього разом з Бонапартом був в Єгипетському поході 1798—1801 років. відзначився у битві при Пірамідах. За свої звитяги отримує звання полковника. Після повернення Бонапарта до Франції залишився в Єгипті генерал-ад'ютантом генерала Жана-Батиста Клебера. У 1800 році стає бригадним генералом.
По поверненню до Франції призначається військовим командувачем департамента Морбріан, а згодом переведений до Армії берегів океану, яка готувалася до відправлення в Англію. Бере участь у битві під Аустерліцем у 1805 році. Командуючи піхотною бригадою 4-го корпусу генерала Сент-Ілера захищала і Праценські висоти, але була майже повністю знищена. Втім за героїзм Моран отримав звання дивізійного генерала.
У військовій кампанії 1806 року проти Пруссії командував 1-ю дивізією 3-го корпусу Даву. Добре проявив себе у битвах при Ауерштедті, Голиміні, Прейсіш-Елау. У 1808 році отримає титул графа імперії. Залишаючись у корпусі Даву, брав участь у військовій кампанії 1809 року проти Австрії. Відважно бився у битвах при Абенсберзі, Екмюле, Регенсбурзі, Ваграмі. 13 липня 1810 року призначається губернатором Гамбургу. Свої обов'язки Моран виконував до 1812 року.
Моран брав участь у військовій кампанії 1812 року проти Росії. зміг відзначитися у битвах при Смоленську та Бородіно. Тут він командував 1-ю дивізією корпусу маршала Даву. При відступі французької армії з Росії pvsu e gjdyjve gjhzlre dbdtcnb cdj. dsqcmrjde xfcnbye.
Стійко бився Моран й у кампанії 1813 року. Відзначився у битвах при Люцені, Бауцені, Денневіце, відіграв важливу роль у битві при Ханау (30-31 жовтня 1813 року). Згодом очолює оборону м. Майнц, який захищав до 4 травня 1814 року.
Під час Ста днів Наполеона Бонапарта приєднався до останнього, за що отримав звання пера Франції. У битві при Ватерлоо командував частиною Старої гвардії, зміг захопити село Планшенуа (за це отримав Орден Почесного легіону), але це не змінило хід подій — Наполеон зазнав поразки.
За підтримку Наполеон у 1816 році на військовій раді в Ла-Рошелі був заочно засуджений до страти. Тому Моран втік до Польщі. У 1819 році повернувся до Страсбурга, де постав перед судом, який виправдав Морана. З цього моменту живе тихим життя. У 1832 році вдруге стає пером Франції. Помер Шарль Моран у Парижі 2 вересня 1835 року.

## Родина
Дружина — польська графиня Емілія Парис